# Hernán Chiozza
Hernán Chiozza (Buenos Aires, Argentina, 31 de mayo de 1966) es un presentador, locutor, actor y docente argentino.

## Trayectoria
Estudió la carrera de Locutor Nacional recibiéndose en el año 1988 en el Instituto de Comunicaciones Salesianas (Cosal).
Desde 1990 y hasta 1992 realizó sus estudios de teatro en el taller del Director Agustín Alezzo y formó parte del elenco de las obras teatrales: Angelito de Roberto Cossa (1991-1992), "Viejos conocidos" del mismo autor en la sala Casacuberta del Teatro General San Martín (1994), y protagonizó La dama de las camelias junto a Stella Maris Closas (2002)
Desde 1989 hasta la actualidad, se dedica al doblaje de películas y documentales en español neutro (para los canales latinoamericanos National Geographic, Discovery Channel, Infinito, Animal Planet, Discovery Home & Health, Disney XD, Discovery Kids, etc.)
Entre otros trabajos, es la voz de Jim Carrey en La máscara, de la Rana René en El show de los Muppets, del personaje Egolia de la película Patoruzito, y la voz del personaje del "sapo" de El viaje de Chihiro.
En publicidad protagonizó, como actor y modelo publicitario, entre otros comerciales, "Head & Shoulders" (1996), "Miniphone" (1999), " Enciclopedia Visual La Nación" (2000), "Sony Cybershot" (2001).
Participó como actor en diversas tiras y telecomedias.
Fue la voz de los infomerciales de Sprayette desde el año 2003 hasta 2014.
Fue coconductor del programa Patas para arriba (1997) en Canal 13, "Corazón-corazón" (1997) en Canal 9, y condujo el ciclo de entretenimientos Pentagrama musical (1999) y también Inutilísimos (2000) junto a la actriz y conductora chilena Vanessa Miller por Utilísima Satelital.
Desde el año 2009 y durante cinco exitosas temporadas fue la voz que acompañaba el programa internacional de cámaras ocultas Sólo para reír, emitido por Canal 13.
Condujo junto a la periodista Gabriela Sobrado a lo largo de 5 años "Mshow Noticias" por la Señal Magazine, dándole a las noticias del espectáculo de Argentina y del Mundo su personal toque informalmente clásico.
Desde el año 2005 al 2008 fue locutor en off del programa Mañanas informales en Canal 13. Allí incursionó y profundizó con su impronta y repentización personal el concepto de Voz en Off con participación activa en los temas que sucedían en el piso, inmortalizando el apodo de "Microfonito".
Es el mayor exponente de esa materia, rol que profundizó de tal manera que ofició de Coconductor en Off a través de los años en sucesivos programas como Canta Conmigo Argentina en 2009; Cucharita Cucharón Magazine en 2009/10; Ranking M Magazine en 2009; Quinceañeras, por Canal 13 en 2010; Mi mamá cocina mejor que la tuya, por Canal 13 en 2014, El mejor de la cocina por Canal 13 en 2015 y Duro de domar por C5N en 2023 e Indomables en 2025.

## Trabajos

### Conducción en Televisión
| Año         | Título                        | Personaje                                                                               | Canal                        |
| ----------- | ----------------------------- | --------------------------------------------------------------------------------------- | ---------------------------- |
| 1997        | Patas para arriba             | Coconducción con Daniela Fernández y Horacio Fontova                                    | Canal 13                     |
| 1997        | De broma en broma             | Conducción Entretenimiento                                                              | Canal 9                      |
| 1997        | Corazón Corazón               | Coconducción con Juan Alberto Badía, Leonardo Greco, Andrea Campbell y Marcela Berbaris | Canal 9                      |
| 1998 - 1999 | Pentagrama Musical            | Conducción Entretenimiento                                                              | Utilísima Satelital          |
| 2000        | La mujer 10                   | Conducción Entretenimiento                                                              | Utilísima Satelital          |
| 2000        | Fortuna Show                  | Conducción Entretenimiento                                                              | Canales del interior         |
| 2009 - 2010 | Ranking M                     | Coconducción                                                                            | Magazine                     |
| 2011 - 2015 | Mshow Noticias                | Conducción                                                                              | Magazine                     |
| 2014 - 2015 | Mshow El Resumen              | Conducción                                                                              | Magazine                     |
| 2017        | Lo Mejor de Festival País ´17 | Conducción                                                                              | Televisión_Pública_Argentina |
| 2017 - 2019 | Nuestras Crónicas             | Conducción                                                                              | Televisión_Pública_Argentina |

### Conducción en Radio
| Año         | Título                      | Rol                                                                                              | Emisora                    |
| ----------- | --------------------------- | ------------------------------------------------------------------------------------------------ | -------------------------- |
| 1989        | El loco del Río de la Plata | Conducción                                                                                       | San Isidro Labrador FM     |
| 1990        | Despertados                 | Programa Periodístico - Conducción                                                               | Radio Municipal AM         |
| 1990 - 1991 | Las dos carátulas           | Actor de radioteatro                                                                             | Radio Nacional AM          |
| 1990 - 1991 | Radiocine Nacional          | Actor de radioteatro                                                                             | Radio Nacional AM          |
| 2012-2013   | Siempre Honda               | Magazine de información auspiciado por Honda Motors de Argentina                                 | Radios del interior        |
| 2013        | A Troche y Moche            | Conducción - Programa de Espectáculos                                                            | Radios del Interior        |
| 2013 - 2017 | A mandíbulas Batientes      | Conducción y Producción General - Programa de Entrevistas a figuras del espectáculo y la cultura | www.conexionabierta.com.ar |

### Locución y Voz en Off
| Año                | Título                           | Conductor                        | Canal    |
| ------------------ | -------------------------------- | -------------------------------- | -------- |
| 2005-2008          | Mañanas informales               | Jorge Guinzburg                  | Canal 13 |
| 2009               | Canta Conmigo Argentina          | Andrea Politti                   | Canal 13 |
| 2009               | Cucharita Cucharón               | Jimena Monteverde                | Canal 9  |
| 2009               | Ranking Ml                       |                                  | Magazine |
| 2010               | SmS                              | Conducción Entretenimiento       | Canal 13 |
| 2010               | Quinceañeras                     | Monchi Balestra                  | Canal 13 |
| 2013               | El diario de Mariana             | Mariana Fabbiani                 | Canal 13 |
| 2014-2015          | Mi mamá cocina mejor que la tuya | Julián Weich                     | Canal 13 |
| 2015               | El mejor de la cocina            | Julián Weich                     | Canal 13 |
| 2023 - Actualmente | Duro de domar                    | Pablo Duggan                     | C5N      |
| 2024 - Actualmente | Escuela de cocina                | Jimena Monteverde                | Canal 9  |
| 2025               | Indomables                       | Diego Brancatelli - Mariana Brey | C5N      |

### Comerciales como actor y Modelo
| Año  | Marca                  | Rol          |
| ---- | ---------------------- | ------------ |
| 1994 | Masterchip Computación | Protagonista |
| 1996 | Head_&_Shoulders       | Protagonista |
| 1999 | Miniphone              | Protagonista |
| 2000 | Diario_La_Nacion       | Protagonista |
| 2001 | Sony Cybershot         | Protagonista |

### Doblajes Principales y Voces originales
| Año         | Título                                  | Personaje                    | Canal         |
| ----------- | --------------------------------------- | ---------------------------- | ------------- |
| 1991        | Las tortugas ninja: el secreto del Ooze | Donatello                    | Cine          |
| 1993        | Filmografía de Jackie Chan              | Jackie Chan                  | Latinoamérica |
| 1993 - 1995 | Cocomiel                                | Coco Negro                   | Magic Kids    |
| 1995        | La Máscara                              | Jim Carrey                   | Cine y VHS    |
| 2000        | El Show de los Muppets                  | Kermit The Frog La Rana René | Mgm channel   |
| 2002        | Dientes de Lata                         | Padre de Dientes de Lata     | Fox Kids      |
| 2004        | Patoruzito                              | Egolia                       | Cine + DVD    |
| 2004        | El viaje de Chihiro                     | Sapo                         | Cine          |
| 2007        | Isidoro                                 | Amigo                        | Cine          |
| 2012        | Justified                               | Sheriff                      | FX            |
| 2013]]      | Knockout Sportsworld                    | Narrador                     | Infinito      |

### Doblajes y Narraciones Documentales
| Año           | Canal                    | Rol                                                  |
| ------------- | ------------------------ | ---------------------------------------------------- |
| 1996-presente | Discovery Channel        | Narraciones y Voces                                  |
| 1996-presente | Animal Planet            | Narraciones y Voces                                  |
| 1998-2009     | Discovery Health Channel | Narraciones y Voces                                  |
| 1999-2015     | Infinito                 | Narraciones y Voces adicionales                      |
| 1999-presente | I.Sat                    | Narración y voces adicionales                        |
| 1995-2006     | Magic Kids               | Voces y personajes                                   |
| 1999-2005     | NatGeo                   | Narraciones y Voces adicionales                      |
| 1997-2010     | People+Arts              | Narración y voces adicionales                        |
| 2008-presente | TNT                      | Voces y personajes                                   |
| 2005-2009     | Jetix                    | Narración y voces adicionales                        |
| 2009-2022     | Disney XD                | Voces y personajes                                   |
| 2007-presente | Canal Encuentro          | Narración y voces adicionales en español Rioplatense |

### Teatro
| Año         | Obra                                                                       | Personaje          | Sala                                                     |
| ----------- | -------------------------------------------------------------------------- | ------------------ | -------------------------------------------------------- |
| 1984        | Los ojos llenos de amor                                                    | Aníbal Fernán      | Teatro de la Parroquia Sagrada Eucaristía                |
| 1987        | Casos de familia                                                           | Hijo               | Estadio Polideportivo Provincia de Mendoza               |
| 1988        | Incomunicados                                                              | Pablo              | Auditorio Facultad de Medicina Ciudad de Buenos Aires    |
| 1988 - 1989 | Pedido de mano de Antón Chéjov                                             | Stepan Stepanovich | Gira Nacional                                            |
| 1988 - 1989 | El aniversario de Antón Chéjov                                             | Andrei Schipuchin  | Gira Nacional                                            |
| 1998 - 1989 | El oso de Antón Chéjov                                                     | Luka               | Gira Nacional                                            |
| 1991 - 1992 | Angelito de Roberto Cossa                                                  | Mozo               | Teatro de la Campana                                     |
| 1994        | Viejos conocidos de Roberto Cossa                                          | Guardia            | Sala Casacuberta del Teatro Municipal General San Martín |
| 1995        | Dido y Eneas Ciclo de Teatro Semi Montado                                  | Dido               | Teatro Cervantes (Buenos Aires)                          |
| 2002        | La dama de las camelias de Alejandro Dumas (hijo) Adaptación de Juan Rográ | Armand Duvall      | Casa Azul                                                |

### Cine
| Año  | Título                         | Personaje | Dirección             |
| ---- | ------------------------------ | --------- | --------------------- |
| 1993 | Años rebeldes                  | Eduardo   | Rosalía Polizzi       |
| 2004 | Patoruzito                     | Egolia    | José Luis Massa       |
| 2006 | Patoruzito 2: La Gran Aventura | Egolia    | José Luis Massa       |
| 2007 | Isidoro: la película           | Amigo     | José Luis Massa       |
| 2019 | El día que me muera            | Nacho     | Néstor Sánchez Sotelo |

### Televisión
| Año         | Título                    | Canal                |
| ----------- | ------------------------- | -------------------- |
| 1992        | La familia Benvenuto      | Telefe               |
| 1992        | Amigos son los amigos     | Telefe               |
| 1993 - 1994 | Más allá del horizonte    | Canal 13             |
| 1994        | Dejate querer             | Telefe               |
| 1994        | Marco el candidato        | Canal 9 Libertad     |
| 1996        | La Nena                   | Canal 9 Libertad     |
| 1996        | Los ángeles no lloran     | Canal 9 Libertad     |
| 1996        | Por siempre mujercitas    | Canal 9 Libertad     |
| 1997        | Ricos y famosos           | Canal 9 Libertad     |
| 2003        | Rincón de luz             | Canal 9 / América TV |
| 2003        | Máximo corazón            | Telefe               |
| 2003        | Dr. Amor                  | Canal Trece          |
| 2003        | Resistiré                 | Telefe               |
| 2003        | Son amores                | Canal Trece          |
| 2004        | Culpable de este amor     | Telefe               |
| 2004        | Los pensionados           | Canal Trece          |
| 2004        | Locas de amor             | Canal Trece          |
| 2004        | Epitafios                 | HBO Latinoamérica    |
| 2004        | Los Roldán                | Telefe               |
| 2004        | Floricienta               | Canal Trece          |
| 2005        | Amor en custodia          | Telefe               |
| 2005        | Doble vida                | América TV           |
| 2006        | Amas de casa desesperadas | Canal Trece          |
| 2007        | Lalola                    | América TV           |
| 2018        | El lobista                | Eltrece              |

## Estudios
- Taller Alejandro Lombardo - Teatro - (1984)
- Taller Teatro del Globo (1987)
- Locutor Nacional - Cosal - (1985 - 1988)
- Taller de Teatro Agustín_Alezzo (1990 - 1992)